# Horní Řepčice
Horní Řepčice là một làng thuộc huyện Litoměřice, vùng Ústecký, Cộng hòa Séc.